# Mercus-Garrabet

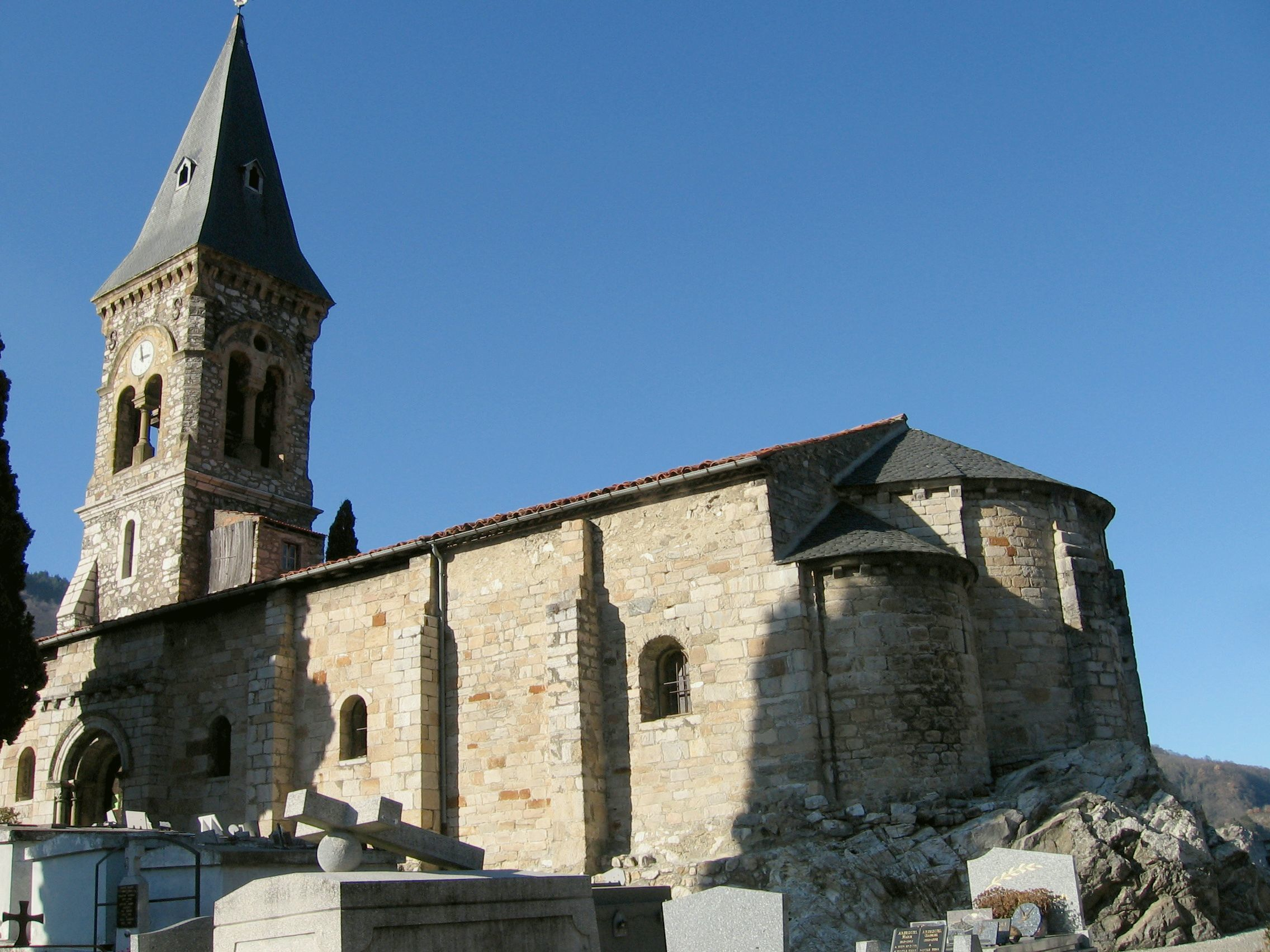
Nhà thờ Mercus

 Mercus-Garrabet  là một xã ở tỉnh Ariège, thuộc vùng Occitanie ở phía tây nam nước Pháp.